# Glossosoma adunatum
Glossosoma adunatum là một loài Trichoptera trong họ Glossosomatidae. Chúng phân bố ở miền Cổ bắc.